# استیون پی. بوید
استیون پی. بوید (به انگلیسی: Stephen P. Boyd) استاد دانشگاه و نظریه‌پرداز کنترل آمریکایی است. او استاد کرسی فورتینت فاوندرز در دانشکده مهندسی برق، استاد مهندسی سامسونگ و استاد علوم کامپیوتر و علوم و مهندسی مدیریت در دانشگاه استنفورد است. او هم‌اکنون ریاست دانشکده مهندسی برق را بر عهده دارد.